# Senatore a vita (Francia)
La carica di senatore a vita (Sénateur inamovible) esistette in Francia durante la Terza Repubblica (1871-1940).
In particolare la carica venne introdotta nel 1875 e abolita nel 1884 tranne per quelli in carica, similmente alla Camera dei pari esistente dal 1814 al 1848 che anch'essa prevedeva l'incarico a vita. 
I senatori a vita furono in tutto 116, l'ultimo in carica fu Émile Deshayes de Marcère che morì nel 1918.

## Senatori a vita
| Nome                                                 | Data nomina      | Fine del mandato  | Mandato precedente                                            |
| ---------------------------------------------------- | ---------------- | ----------------- | ------------------------------------------------------------- |
| Edmond Adam                                          | 16 dicembre 1875 | 14 giugno 1877    | In precedenza deputato del Dipartimento della Senna           |
| Édouard Allou                                        | 10 luglio 1882   | 12 luglio 1888    | In sostituzione di Ernest Courtot de Cissey                   |
| Gaston d'Audiffret-Pasquier                          | 9 dicembre 1875  | 4 giugno 1905     | In precedenza deputato del dipartimento dell'Orne             |
| Louis d'Aurelle de Paladines                         | 10 dicembre 1875 | 16 dicembre 1877  | In precedenza deputato del dipartimento dell'Allier           |
| Camille Bachasson de Montalivet                      | 14 febbraio 1879 | 4 gennaio 1880    | In sostituzione di Paul Morin                                 |
| Louis-Numa Baragnon                                  | 15 novembre 1878 | 18 mai 1892       | In sostituzione di Félix Dupanloup                            |
| Agénor Bardoux                                       | 7 dicembre 1882  | 23 novembre 1897  | In sostituzione di Louis Pothuau                              |
| Ferdinand Barrot                                     | 4 dicembre 1877  | 12 novembre 1883  | In sostituzione di Pierre Lanfrey                             |
| Jules Barthélemy-Saint-Hilaire                       | 10 dicembre 1875 | 24 novembre 1895  | In precedenza deputato del dipartimento di Seine-et-Oise      |
| Jean Didier Baze                                     | 11 dicembre 1875 | 15 aprile 1881    | In precedenza deputato del dipartimento di Lot e Garonna      |
| René Bérenger                                        | 16 dicembre 1875 | 29 agosto 1915    | In precedenza deputato del dipartimento di Drôme              |
| Charles-Alfred Bertauld                              | 13 dicembre 1875 | 8 aprile 1882     | In precedenza deputato del dipartimento di Calvados           |
| Marcellin Berthelot                                  | 16 luglio 1881   | 18 mars 1907      | In sostituzione di Jules Dufaure                              |
| Jean-Baptiste Billot                                 | 16 dicembre 1875 | 31 mai 1907       | In precedenza deputato del dipartimento di Corrèze            |
| Paul Broca                                           | 5 febbraio 1880  | 9 luglio 1880     | In sostituzione di Camille Bachasson de Montalivet            |
| Lucien Brun                                          | 15 novembre 1877 | 28 novembre 1898  | In sostituzione di Edmond Adam                                |
| Louis Buffet                                         | 16 giugno 1876   | 7 luglio 1898     | In sostituzione di Amable Ricard                              |
| Marc-Antoine Calmon                                  | 13 dicembre 1875 | 12 ottobre 1890   | In precedenza deputato del dipartimento di Seine-et-Oise      |
| Bernard-Louis Calouin de Treville                    | 11 dicembre 1875 | 18 febbraio 1886  | In precedenza deputato del dipartimento dell'Aude             |
| Jean-Baptiste Campenon                               | 8 dicembre 1883  | 16 mars 1891      | In sostituzione di Ferdinand Barrot                           |
| Joseph de Carayon-Latour                             | 19 febbraio 1878 | 16 giugno 1886    | In sostituzione di Louis d'Aurelle de Paladines               |
| Lazare Hippolyte Carnot                              | 15 dicembre 1875 | 15 mars 1888      | In precedenza deputato del dipartimento di Seine-et-Oise      |
| Auguste Casimir-Perier                               | 10 dicembre 1875 | 6 luglio 1876     | In precedenza deputato del dipartimento dell'Aube             |
| Jules Cazot                                          | 16 dicembre 1875 | 27 novembre 1912  | In precedenza deputato del dipartimento di Gard               |
| François de Chabaud-Latour                           | 15 novembre 1877 | 10 giugno 1885    | In sostituzione di Ernest Picard                              |
| Bertrand de Chabron                                  | 15 dicembre 1875 | 22 ottobre 1889   | In precedenza deputato del dipartimento dell'Alta Loira       |
| Paul de Chadois                                      | 11 dicembre 1875 | 20 luglio 1900    | In precedenza deputato del dipartimento della Dordogna        |
| Nicolas Changarnier                                  | 10 dicembre 1875 | 14 febbraio 1877  | In precedenza deputato del dipartimento della Somme           |
| Alfred Chanzy                                        | 10 dicembre 1875 | 5 gennaio 1883    | In precedenza deputato del dipartimento delle Ardenne         |
| Charles Chesnelong                                   | 24 novembre 1876 | 22 luglio 1899    | In sostituzione di Louis Wolowski                             |
| Ernest Courtot de Cissey                             | 17 dicembre 1875 | 15 giugno 1882    | In precedenza deputato del dipartimento di Ille-et-Vilaine    |
| Jean-Jules Clamageran                                | 7 dicembre 1882  | 4 giugno 1903     | In sostituzione di Roger de Larcy                             |
| Hippolyte Clérel de Tocqueville                      | 15 dicembre 1875 | 15 novembre 1877  | In precedenza deputato del dipartimento di Manica             |
| Joseph d'Haussonville                                | 15 novembre 1878 | 27 mai 1884       | In sostituzione di Charles Renouard                           |
| Anthime Corbon                                       | 15 dicembre 1875 | 27 febbraio 1891  | In precedenza deputato del dipartimento della Senna           |
| Alphonse Cordier                                     | 10 dicembre 1875 | 10 gennaio 1897   | In precedenza deputato del dipartimento della Senna Inferiore |
| Hyacinthe Corne                                      | 10 dicembre 1875 | 15 febbraio 1887  | In precedenza deputato del dipartimento di Nord               |
| Hippolyte de Cornulier-Lucinière                     | 11 dicembre 1875 | 16 aprile 1886    | In precedenza deputato del dipartimento della Loira Inferiore |
| Adolphe Crémieux                                     | 15 dicembre 1875 | 10 febbraio 1880  | In precedenza deputato del dipartimento dell'Algeria francese |
| Edmond de Pressensé                                  | 17 novembre 1883 | 8 aprile 1891     | In sostituzione di Victor Lefranc                             |
| Ernest Denormandie                                   | 16 dicembre 1875 | 28 gennaio 1902   | In precedenza deputato del dipartimento della Senna           |
| Émile Deschanel                                      | 23 giugno 1881   | 26 gennaio 1904   | In sostituzione di Émile Littré                               |
| Henry Gabriel Didier                                 | 21 mai 1881      | 23 dicembre 1891  | In sostituzione di Jean Didier Baze                           |
| Charles Dietz-Monnin                                 | 20 mai 1882      | 6 gennaio 1896    | In sostituzione di Charles-Alfred Bertauld                    |
| Guillaume Ferdinand de Douhet                        | 15 dicembre 1875 | 12 agosto 1884    | In precedenza deputato del dipartimento di Puy-de-Dôme        |
| Charles Duclerc                                      | 10 dicembre 1875 | 21 luglio 1888    | In precedenza deputato del dipartimento dei Bassi Pirenei     |
| Jules-Armand Dufaure                                 | 12 agosto 1876   | 27 giugno 1881    | In sostituzione di Auguste Casimir-Perier                     |
| Jean-Baptiste Dumon                                  | 11 dicembre 1875 | 4 novembre 1900   | In precedenza deputato del dipartimento di Gers               |
| Félix Dupanloup                                      | 18 dicembre 1875 | 11 ottobre 1878   | In precedenza deputato del dipartimento di Loiret             |
| Henri Dupuy de Lôme                                  | 10 mars 1877     | 1º febbraio 1885  | In sostituzione di Nicolas Changarnier                        |
| Jean-Joseph Farre                                    | 25 novembre 1880 | 24 mars 1887      | In sostituzione di Paul Broca                                 |
| Paul Foubert                                         | 10 dicembre 1875 | 19 gennaio 1885   | In precedenza deputato del dipartimento della Manica          |
| Émile Fourcand                                       | 14 dicembre 1875 | 2 septembre 1881  | In precedenza deputato del dipartimento della Gironda         |
| Martin Fourichon                                     | 10 dicembre 1875 | 23 novembre 1884  | In precedenza deputato del dipartimento della Dordogna        |
| Paul de Pasquier de Franclieu                        | 11 dicembre 1875 | 14 novembre 1877  | In precedenza deputato del dipartimento degli Alti Pirenei    |
| Charles Victor Frébault                              | 10 dicembre 1875 | 6 febbraio 1888   | In precedenza deputato del dipartimento della Senna           |
| Louis-Madeleine-Clair-Hippolyte Gaulthier de Rumilly | 13 dicembre 1875 | 30 gennaio 1884   | In precedenza deputato del dipartimento della Somme           |
| Eugène Goüin                                         | 15 dicembre 1875 | 31 mai 1909       | In precedenza deputato del dipartimento di Indre e Loira      |
| Théodore Grandperret                                 | 24 novembre 1877 | 6 gennaio 1890    | In sostituzione di Alphonse Lepetit                           |
| Henri Greffulhe                                      | 15 novembre 1877 | 9 aprile 1879     | In sostituzione di Hippolyte Clérel de Tocqueville            |
| Henri Gresley                                        | 27 mai 1879      | 2 mai 1890        | In sostituzione di Henri Greffulhe                            |
| Albert Grévy                                         | 6 mars 1880      | 10 luglio 1899    | In sostituzione di Adolphe Crémieux                           |
| Gustave Humbert                                      | 11 dicembre 1875 | 24 septembre 1894 | In precedenza deputato del dipartimento dell'Alta Garonna     |
| Jean-Bernard Jauréguiberry                           | 27 mai 1879      | 21 ottobre 1887   | In sostituzione di Léon de Maleville                          |
| Benjamin Jaurès                                      | 13 dicembre 1875 | 13 mars 1889      | In precedenza deputato del dipartimento di Tarn               |
| Charles Kolb-Bernard                                 | 11 dicembre 1875 | 7 mai 1888        | In precedenza deputato del dipartimento di Nord               |
| Jean-Baptiste Krantz                                 | 10 dicembre 1875 | 16 mars 1899      | In precedenza deputato del dipartimento della Senna           |
| Édouard René de Laboulaye                            | 10 dicembre 1875 | 25 mai 1883       | In precedenza deputato del dipartimento della Senna           |
| Oscar du Motier de La Fayette                        | 13 dicembre 1875 | 26 mars 1881      | In precedenza deputato del dipartimento di Senna e Marna      |
| Léon Lalanne                                         | 8 mars 1883      | 12 mars 1892      | In sostituzione di Alfred Chanzy                              |
| Pierre Lanfrey                                       | 15 dicembre 1875 | 15 novembre 1877  | In precedenza député des Bouches-du-Rhône                     |
| Roger de Larcy                                       | 4 dicembre 1877  | 8 novembre 1882   | In sostituzione di Paul de Pasquier de Franclieu              |
| Jules de Lasteyrie                                   | 10 dicembre 1875 | 14 novembre 1883  | In precedenza deputato del dipartimento di Senna e Marna      |
| Léon Laurent-Pichat                                  | 16 dicembre 1875 | 12 giugno 1886    | In precedenza deputato del dipartimento della Senna           |
| Léonce Guilhaud de Lavergne                          | 13 dicembre 1875 | 18 gennaio 1880   | In precedenza deputato del dipartimento della Creuse          |
| Victor Lefranc                                       | 21 mai 1881      | 13 septembre 1883 | In sostituzione di Oscar du Motier de La Fayette              |
| John Lemoinne                                        | 23 febbraio 1880 | 13 dicembre 1892  | In sostituzione di Léonce Guilhaud de Lavergne                |
| Alphonse Lepetit                                     | 15 dicembre 1875 | 31 agosto 1877    | In precedenza deputato del dipartimento della Vienne          |
| Philippe Le Royer                                    | 13 dicembre 1875 | 22 febbraio 1897  | In precedenza deputato del dipartimento del Rodano            |
| Charles Letellier-Valazé                             | 15 dicembre 1875 | 11 ottobre 1876   | In precedenza deputato del dipartimento della Senna Inferiore |
| Émile Littré                                         | 15 dicembre 1875 | 2 giugno 1881     | In precedenza deputato del dipartimento della Senna           |
| Hippolyte-Louis de Lorgeril                          | 15 dicembre 1875 | 5 luglio 1888     | In precedenza deputato del dipartimento di Ille-et-Vilaine    |
| Victor Luro                                          | 15 dicembre 1875 | 1º septembre 1903 | In precedenza deputato del dipartimento di Gers               |
| Jean Macé                                            | 8 dicembre 1883  | 13 dicembre 1894  | In sostituzione di Jules Lasteyrie du Saillant                |
| Joseph Magnin                                        | 16 dicembre 1875 | 22 novembre 1910  | In precedenza deputato del dipartimento della Côte-d'Or       |
| Guillaume de Maleville                               | 21 dicembre 1875 | 24 dicembre 1889  | In precedenza deputato del dipartimento della Dordogna        |
| Léon de Maleville                                    | 10 dicembre 1875 | 28 mars 1879      | In precedenza deputato del dipartimento del Tarn e Garonna    |
| Émile de Marcère                                     | 28 febbraio 1884 | 26 aprile 1918    | In sostituzione di Louis Gaulthier de Rumilly                 |
| Louis Martel                                         | 9 dicembre 1875  | 4 mars 1892       | In precedenza deputato del dipartimento del Passo di Calais   |
| Louis Raymond de Montaignac de Chauvance             | 21 dicembre 1875 | 9 giugno 1891     | In precedenza deputato del dipartimento dell'Allier           |
| Paul Morin                                           | 15 dicembre 1875 | 23 gennaio 1879   | In precedenza deputato del dipartimento della Senna           |
| Jules Pajot                                          | 11 dicembre 1875 | 12 gennaio 1898   | In precedenza deputato del dipartimento di Nord               |
| Eugène Pelletan                                      | 24 giugno 1884   | 13 dicembre 1884  | In sostituzione di Othenin Cléron d'Haussonville              |
| Alexandre Peyron                                     | 24 giugno 1884   | 9 gennaio 1892    | In sostituzione di Charles-Adolphe Wurtz                      |
| Ernest Picard                                        | 10 dicembre 1875 | 13 mai 1877       | In precedenza deputato del dipartimento della Mosa            |
| Ernest Poictevin de La Rochette                      | 11 dicembre 1875 | 20 gennaio 1876   | In precedenza deputato del dipartimento della Loira Inferiore |
| Louis Pothuau                                        | 10 dicembre 1875 | 7 ottobre 1882    | In precedenza deputato del dipartimento della Senna           |
| Germain Rampont                                      | 15 dicembre 1875 | 24 novembre 1888  | In precedenza deputato del dipartimento di Yonne              |
| Charles Renouard                                     | 24 novembre 1876 | 17 agosto 1878    | In sostituzione di Charles Letellier-Valazé                   |
| Amable Ricard                                        | 15 mars 1876     | 11 mai 1876       | In sostituzione di Ernest Poictevin de La Rochette            |
| Édouard Roger du Nord                                | 10 dicembre 1875 | 11 giugno 1881    | In precedenza deputato del dipartimento di Nord               |
| Hervé de Saisy de Kerampuil                          | 15 dicembre 1875 | 2 septembre 1904  | In precedenza deputato del dipartimento di Côtes-d'Armor      |
| Edmond Schérer                                       | 15 dicembre 1875 | 16 mars 1889      | In precedenza deputato del dipartimento di Seine-et-Oise      |
| Auguste Scheurer-Kestner                             | 15 dicembre 1875 | 19 septembre 1899 | In precedenza deputato del dipartimento della Senna           |
| Victor Schoelcher                                    | 16 dicembre 1875 | 25 dicembre 1893  | In precedenza deputato del dipartimento della Martinica       |
| Jules Simon                                          | 16 dicembre 1875 | 8 giugno 1896     | In precedenza deputato del dipartimento della Marna           |
| Achille Testelin                                     | 15 dicembre 1875 | 21 agosto 1891    | In precedenza deputato del dipartimento di Nord               |
| Antoine Théry                                        | 11 dicembre 1875 | 28 dicembre 1896  | In precedenza deputato del dipartimento di Nord               |
| Pierre Tirard                                        | 23 giugno 1883   | 4 novembre 1893   | In sostituzione di Édouard Lefebvre de Laboulaye              |
| Louis Tribert                                        | 13 dicembre 1875 | 15 giugno 1899    | In precedenza deputato del dipartimento di Deux-Sèvres        |
| Oscar de Vallée                                      | 15 novembre 1878 | 18 gennaio 1892   | In sostituzione di Jean-Joseph Veye de Chareton               |
| Jean-Joseph Veye de Chareton                         | 16 dicembre 1875 | 15 giugno 1878    | In precedenza deputato del dipartimento di Drôme              |
| Étienne de Voisins-Lavernière                        | 29 novembre 1881 | 20 gennaio 1898   | In sostituzione di Émile Fourcand                             |
| Henri-Alexandre Wallon                               | 18 dicembre 1875 | 13 novembre 1904  | In precedenza deputato del dipartimento di Nord               |
| Louis Wolowski                                       | 10 dicembre 1875 | 14 agosto 1876    | In precedenza deputato del dipartimento della Senna           |
| Charles-Adolphe Wurtz                                | 7 luglio 1881    | 12 mai 1884       | In sostituzione di Édouard Roger du Nord                      |